# Национальный институт естественных наук
Национальный институт естественных наук (яп. 自然科学研究機構) — японская межуниверситетская научно-исследовательская корпорация, состоящая из пяти институтов: Национальная астрономическая обсерватория, Национальный институт термоядерных наук, Национальный институт фундаментальной биологии, Национальный институт физиологических наук и Институт молекулярных наук. Была основана в 2004 году с целью развития естественных наук в Японии.

## Сотрудничество
Национальный институт естественных наук — одна из четырёх корпораций межуниверситетского научно-исследовательского института, которые были созданы в качестве независимых административных образований. Пять институтов-членов сотрудничают друг с другом в целях содействия исследованиям в области естественных наук. НИНС также сотрудничает с институтами в США, а также странах Европы и Восточной Азии с целью поддержки международных исследовательских проектов.

## Структура
НИНС состоит из пяти институтов, созданных при ней. Они являются основными исследовательскими центрами Японии в своих областях. Эти институты активно сотрудничают в качестве базы для междисциплинарных исследований с университетами для содействия формированию новых исследовательских сообществ.
НИНС учредил комитет по сотрудничеству в области исследований и связи под руководством президента для обсуждения и планирования вопросов сотрудничества по исследованиям. Он также создал бюро по сотрудничеству в области исследований и связи.

### Национальная астрономическая обсерватория Японии
НАОЯ — центр астрономических исследований в Японии. Она предоставляет услуги по наблюдению для исследователей по всей стране и способствует совместным исследовательским программам. Также использует развитие астрономии и других смежных областей в качестве возможностей для международного сотрудничества.

### Национальный институт базовой биологии
Национальный институт фундаментальной биологии осуществляет передовые исследования в области биологических явлений.

### Национальный институт термоядерной науки
Национальный институт термоядерной науки занимается фундаментальными исследованиями в области термоядерного синтеза и плазмы с надеждой на разработку новых источников энергии, которые являются безопасными и экологически чистыми.

### Национальный институт физиологических наук
Целью Национального института физиологических наук является уточнение «механизма нормальных функций организма человека», который является основой медицинской науки. Он также старается получить средства для совместного использования различными исследователями внутри Японии и за морем как центр для физиологопсихологического исследования.

### Институт молекулярной науки
Целью Института молекулярной науки является поиск структур и функций молекул и молекулярных агрегатов, которые являются основой веществ, как экспериментально, так и теоретически.